# Füle
Füle község Fejér vármegyében, a Székesfehérvári járásban.

## Fekvése
Fejér vármegye nyugati szélén, Polgárditól nyugati irányban fekvő település. Főutcája a Polgárdi és Balatonakarattya, a 7-es és a 71-es, illetve 710-es főutak között húzódó 7205-ös út, közúton csak ezen érhető el kelet és nyugat felől is. A környező települések közül Polgárdi 3, Balatonfőkajár 4, Csajág 7, Lepsény 8, Küngös pedig 10,5 kilométer távolságra található.
Érinti a települést a MÁV 29-es számú Börgönd–Szabadbattyán–Tapolca-vasútvonala, melynek egy megállási pontja van itt; Füle megállóhely közúton a 7205-ös útból déli irányban kiágazó, bő 800 méter hosszú 72 304-es úton érhető el.

## Története
A mai település több korábbit is magába foglal: Nagyfülét, Kisfülét, Szentmártonfülét.
E település-együttes mellett haladt el a Fehérvárról Somogyba vezető út (ma körülbelül a 7-es főúttal azonosíthatjuk), illetve a közelében helyezkedett el Úrhida, ahol a Sár folyó egyik átkelőhelye volt; magán a falun viszont nem haladt át egyetlen jelentősebb útvonal sem.
Első említése a veszprémi püspökség határkijelölő okleveléből, 1009-ből ismert, ahol Fyley néven szerepel. Ez a névalak feltehetőleg egy személynévből, valószínűleg a File (Fyle) névből származik, annak kicsinyítő képzővel ellátott alakja. A névadás nagy valószínűség szerint magyar. A település helyén azonban már korábban is élhettek: ezt tanúsítja, hogy régészeti lelőhelyein őskori, római illetve avar kori leletekre, valamint honfoglalás kori bizánci pénzekre bukkantak.
Lehetséges, hogy első említése idején besenyő eredetű népesség lakta, amit Györffy György szerint Géza fejedelem telepített le ide, Koppány vezér területének elzárására.
A Füle névvel később 1243-ban találkozunk újra, amikor IV. Béla a szolgagyőri várnépek 4 itteni háznépét a fehérvári prépostnak adományozta.
A következő említés 1257-ből ismert, amikor is az 1009-es oklevél szinte pontos másolata készült el: ebben Villa Fyle Úrhida szomszédságában lévő település, a veszprémi püspökség birtoka. Az nem ismert, hogy pontosan meddig volt a falu a püspökség birtoka, amelyet csak a török kiűzése után szerzett meg újra.
1281-ből ismert egy adat egy Márton nevű fülei poroszlóról, aki Sár szomszédosa.
1323-ban említik újra az ismert források Fülét, amikor is a veszprémi püspökség és a fehérvári prépost rendezte konfliktusát egymással, és a fehérvári prépost megengedte, hogy falujából a szabadok a püspökség falujába költözzenek. Ez a momentum egyértelműen utal arra, hogy Füle néven ekkor (és már korábban is) két település létezett, Kisfüle és Nagyfüle.
1327-ben egy fülei István nevű nemes Tengerden, amely egy 1522-1531 között elnéptelenedett, nagy valószínűséggel egyházas település volt. Lepsény határának Balatonbozsok felé eső részében feküdt, a mai Veszprém és Fejér vármegye határán, és határos volt Balatonfőkajárral is.
1333-ban Nagyfülén is megtörtént a pápai tized összeírása, aminek következtében a veszprémi főesperes papja, Imre 55 kisdénárt (pensát) fizetett pápai tizedként. Ekkor tehát már a faluban volt plébánia.
1340-ban egy, az országbíró által kiállított oklevél bizonyította, hogy Laczk fia István és Bokaji László fia István fia Tamás kiegyeztek a Kyspyle (Kisfüle) birtoklásáért folyó perben. Tehát az egyházon kívül másoknak is volt birtoka Fülén. (Nagyfülén ez kérdéses, de Kisfülén biztosan. Ezt támasztja alá, hogy 1413-ban egy királyi parancs halasztott el egy a Kisfyle és Szentmárton birtokba iktatása körüli konfliktusból kialakult pert.
1368-ban a fehérvári keresztesek konventje I. Lajos királynak írt jelentést, amelyben jelenti, hogy a királyi parancsnak megfelelően megjárta a fehérvári káptalan Nagfyle birtokát, így tehát a veszprémi püspökség ekkor már nem vagy csak részben birtokolta Nagyfülét.
1447-ben (Nagy)Füle a fehérvári káptalan, Kis-Füle, pedig a fehérvári prépost birtoka, ezt igazolja, hogy abban az évben az országos tanács megkeresésére a pannonhalmi konvent Mihály bakonybéli apát részére a fejérvári káptalannak több nagy-fülei és kis-fülei tizedszedője által Balatonfőkajáron elkövetett hatalmaskodásai iránt tart vizsgálatot. 
A török idők előtti utolsó magyar birtokösszeírás 1542-ben Nagy-Fülét a fehérvári káptalan birtokai között sorolja fel. Fehérvár 1543-ban török kézre került; az abban az időben (1543-1549) készült településösszeírásban Füle, illetve Kisfüle is szerepel. Ez utóbbinak 12 portája, 7 szegény portája és 5 pusztája a fehérvári prépost birtokai, míg az előbbiben 32 portát 15 szegény portát és 10 pusztát, illetve elhagyott portát szerepeltetnek a fehérvári káptalan birtokaként. A török jelenlét idején portái egy része a palotai, illetve a veszprémi várnak volt a tartozéka.
Vályi András összeírásában a 18. század végén Füle és Kisfüle is a veszprémi káptalan birtokai, míg az előbbi falu, az utóbbi szabad puszta kategóriában. Füle földjei és lakosainak vagyonai középszerűek, másodosztálybéliek, míg Kisfüle termőföldje „jó termő” minősítést kapott. Ezeket az adatokat erősíti meg a „sárga adattár”, kiegészítve Sándorka és Kölestelek adataival, melyek ezt követően, mint Füle részei minden helységnévtárban szerepelnek, míg a Kisfüle elnevezés eltűnik. Sándorka és Kölestelek státusza divertuculum, érdemes megjegyezni, hogy Kölesteleken egy ugyanolyan nevű vendégfogadó üzemelt. A település(ek)en az egyháznak még mindig jelentős befolyása volt, hiszen Fülén 197, Kisfülén 14, Kölestelken pedig 3 lakos tartozott a székesfehérvári püspökség alá. A lexocon locourm sem szolgál több adattal, csupán Füle pagus és Kisfüle preadium státuszát adja meg, illetve, hogy Fejér vármegyéhez tartoznak. A falunak a század végére két temploma volt. Az 1747–1749 körül alapított római katolikus templomát keresztelő szent János tiszteletére szentelték fel. A reformátusok temploma valószínűleg a korábbi – a tizedösszeírásban is szereplő – templom.
Az 1827-es állapotokat közlő Notitiae szerint (mely már inkább hasonlít a későbbi helységnévtárakra, mint elődei) Fülét akkor 1292-en lakták 149 házban; a lakosok közül 321 volt katolikus, 960 református, 11 pedig zsidó. Kisfülénél ugyanakkor egyetlen lakost és házat sem tüntetett fel az összeírás.
Fényes Elek közel 25 évvel később született munkája szerint a faluban 314 katolikus 1125 református és 11 zsidó élt. Leírása alapján a faluhoz tartozó szántóföldek jó minőségűek, ezen kívül a falu rendelkezett szőlőheggyel, erdővel és kőbányával is, földesura pedig még mindig a veszprémi káptalan volt. 1850-ben a falunak 189 háza és 1045 fős lakossága volt.
A falu ekkor Fejér vármegye Sármelléki járásnak a része (valószínűleg korábbi adatok alapján), mert a neoabszolutizmus idején a település Székesfehérvár alá volt beosztva és csak 1858-t követően hozták létre újra a járási beosztást. 1873-ban a falu már az alsó-bodajki járás része. 1877 decemberétől a székesfehérvári járás része.
A Fülén is áthaladó Budapest-Börgönd-Szabadbattyán-Tapolca vasútvonalat 1898-ban nyitották meg, míg a postahivatal 1900. november 16-án kezdte meg működését

## Közélete

### Polgármesterei
- 1990–1994: Gubicza József (nem ismert)[8]
- 1994–1998: Gubicza József (független)[9]
- 1998–2002: Gubicza József (független)[10]
- 2002–2006: Gubicza József Lajos (független)[11]
- 2006–2010: Gubicza József Lajos (független)[12]
- 2010–2014: Gubicza József Lajos (független)[13]
- 2014–2019: Gubicza József Lajos (független)[14]
- 2019–2024: Kiss Róbert (független)[15]
- 2024– : Gyurkó László (független)[1]

## Népessége
A település népességének változása:
| Lakosok száma | 873  | 841  | 839  | 855  | 846  | 828  | 853  |
|               | 2013 | 2014 | 2015 | 2021 | 2022 | 2023 | 2024 |

A 2011-es népszámlálás során a lakosok 83,5%-a magyarnak, 1,1% németnek, 0,2% örménynek, 0,5% románnak mondta magát (16,3% nem nyilatkozott; a kettős identitások miatt a végösszeg nagyobb lehet 100%-nál). A vallási megoszlás a következő volt: római katolikus 35,6%, református 18,5%, evangélikus 0,5%, izraelita 0,1%, felekezeten kívüli 11,6% (33,1% nem nyilatkozott).
2022-ben a lakosság 92,6%-a vallotta magát magyarnak, 0,7% németnek, 0,1-0,1% cigánynak, lengyelnek, ruszinnak és örménynek, 1,9% egyéb, nem hazai nemzetiségűnek (7% nem nyilatkozott; a kettős identitások miatt a végösszeg nagyobb lehet 100%-nál). Vallásuk szerint 26,8% volt római katolikus, 13,8% református, 0,5% görög katolikus, 0,2% evangélikus, 0,7% egyéb keresztény, 0,5% egyéb katolikus, 12,2% felekezeten kívüli (45,2% nem válaszolt).

### A 19. század második felétől az ezredfordulóig
A 19. század második felétől viszonylag gyakran jelentek meg a Magyar Korona Országainak, illetve Népköztársaságnak, majd Köztársaságnak Helységnévtárai. Ezek közül az 1873-as, 1877-es, 1898-as, 1926-os, 1933-as, 1937-es, 1944-es, 1952-es, 1962-es, 1985-ös illetve a 2003-as alapján a falu utolsó 150 évének népessége a következőképpen alakult.
A kiegyezést követő első adatokból kiderül, hogy a falu 1224 lakosa 195 házban lakott, ez átlagosan házanként kicsit több, mint hat lakót jelent. A falu területe 5137 kataszteri hold. Adóhivatal, törvényszék, járásbíróság Székesfehérváron, míg a legközelebbi posta Polgárdiban volt. Az 1877-es adatokban semmilyen változás nem található (ez azt valószínűsíti, hogy ugyanannak a felmérésnek az adataiból készültek). Ugyanakkor meg kell jegyezni, hogy 1877 decemberében megváltozott a járás beosztás, de ez már nem szerepelhet az 1877-es helységnévtárban
20 évvel később 1898-ban a falunak már csak 1099 lakosa volt, viszont 202 házzal rendelkezett, ami azt jelenti, hogy egy házban átlagosan kicsit több mint 5 ember lakott, ugyanakkor a település területe kis mértékben nőtt és 5312 kataszteri hold lett.
A következő adatsor 1926-ból származik. A falu területe nem változott, lakossága és házainak száma valamelyest nőtt 1199 főre illetve 235 házra. (5,1 fő házanként). Az illetékes járásbíróság, telekkönyvi hivatal, adóhatóság és törvényszék Székesfehérváron, míg a legközelebbi távírda Polgárdiban volt. A nagy újdonság az 1898-as adatokhoz képest a posta és a vasút léte. A Fülén is áthaladó Budapest-Börgönd-Szabadbattyán-Tapolca vasút vonalat 1898-ban nyitották meg, míg a postahivatal 1900. november 16-án kezdte meg működését, ezért nem szerepeltek az 1898-as helységnévtár adataiban.
Az 1933-as adatokban csak a lakosság enyhe mértékű csökkenését (az 1926-os 1199 főről 1163 főre), a házszám szintén enyhe növekedését (235-ről 253-ra) illetve a távírda a faluban történő megjelenését érdemes kiemelni, minden más adat változatlan.
Az 1937-es adatokban érdekes módon csak a falu területét illetően történt változás, ami 5270 kataszteri holdra csökken, illetve megtudhatjuk, hogy a vasútállomás kb. 1 km-re van magától a falutól.
1944-re Füle terület ismét változott 5272 kh-ra nőtt. A lakosság szám a korábbi csökkenés után ismét nőtt 1307 főre, míg a házak száma csupán eggyel, 256-ra emelkedett Az illetékes pénzügyi szervek a törvényszék, a járásbíróság és az adóhivatal továbbra is Fehérváron üzemelt. A falunak továbbra is volt postája és távírdája. Ugyanakkor megtudhatjuk, hogy a legközelebbi csendőrőrs Polgárdiban volt.
1944 decembere és 1945 márciusa közt Füle is a hadszíntér részévé vált. A halotti anyakönyvek szerint 39 személy halt meg a harcok alatt és további kb. 50 ember fülei halt meg a székesfehérvári repülőtéren háborús közmunka végzés során. Ugyanakkor 1945 májusában csak 178 ház volt lakható és további 88 javítható állapotban. A bevetetlen területek nagysága igen jelentős illetve a bevetet területek is jelentékeny károkat szenvedtek a harci járművek, és a tüzérség illetve az elhelyezett aknák következtében.
Az 1952-es helységnévtár igen kevés adatot közöl, csupán azt tudjuk meg belőle, hogy a vasútállomás immár 1,5 km-re van a falutól, illetve, hogy ekkor már autóbuszjárat is érintette Fülét.
Az 1962-es adattár már sokkal bőbeszédűbb. 1139 lakos 286 házban élt és már mindenhol be volt vezetve a villany. A villany bevezetését azonban már korábban a két világháború közt megkezdték. Az adatok Füle részeire Sándorkára, Kölestelekre és Alsóhegyre is részletesen kitérnek. Sándorkán 38-an laktak 3 házban, Alsóhegyen 16-an szintén 3 házban és Kölestelken 12-en 2 házban. Kölestelekre vonatkozóan még meg kell említeni, hogy ez volt a falu egyetlen rész ekkor mely vízvezetékkel rendelkezett, nem véletlenül, hiszen a mai 70-es út mellett elhelyezkedő vendéglő és környezete alkotja Kölestelket.
Az 1985-ös helységnévtár adatai több szempontból érdekesek. Egyrészt ekkora már megszűnt a járás beosztás, másrészt meg tudhatjuk belőle, hogy Füle egy nagyközségi közös tanács tagja, melynek székhelye Polgárdi, harmadrészt, itt már a terület mértékegységnek a hektárt alkalmazzák. Eszerint Füle területe 3032 hektár, ami nagyjából 5269 kh felel meg. A helységnévtár szerint Falut 1980-ban 1048-an lakták, tehát a népesség ismét csökkent, különösen Sándorkán ahol ekkor már csupán 5 lakos élt, illetve Kölestelken, ahol ekkor már egyáltalán nem volt állandó lakos.
2003-as helységnévtár alapján a lakosság 86,8%-a magát magyarnak 0,3%-a pedig németnek tartja, 53,1%-uk katolikus, 25,5%-uk református, 0,5%-uk evangélikus.

## Nevezetességei
- Római katolikus templom – Műemlék

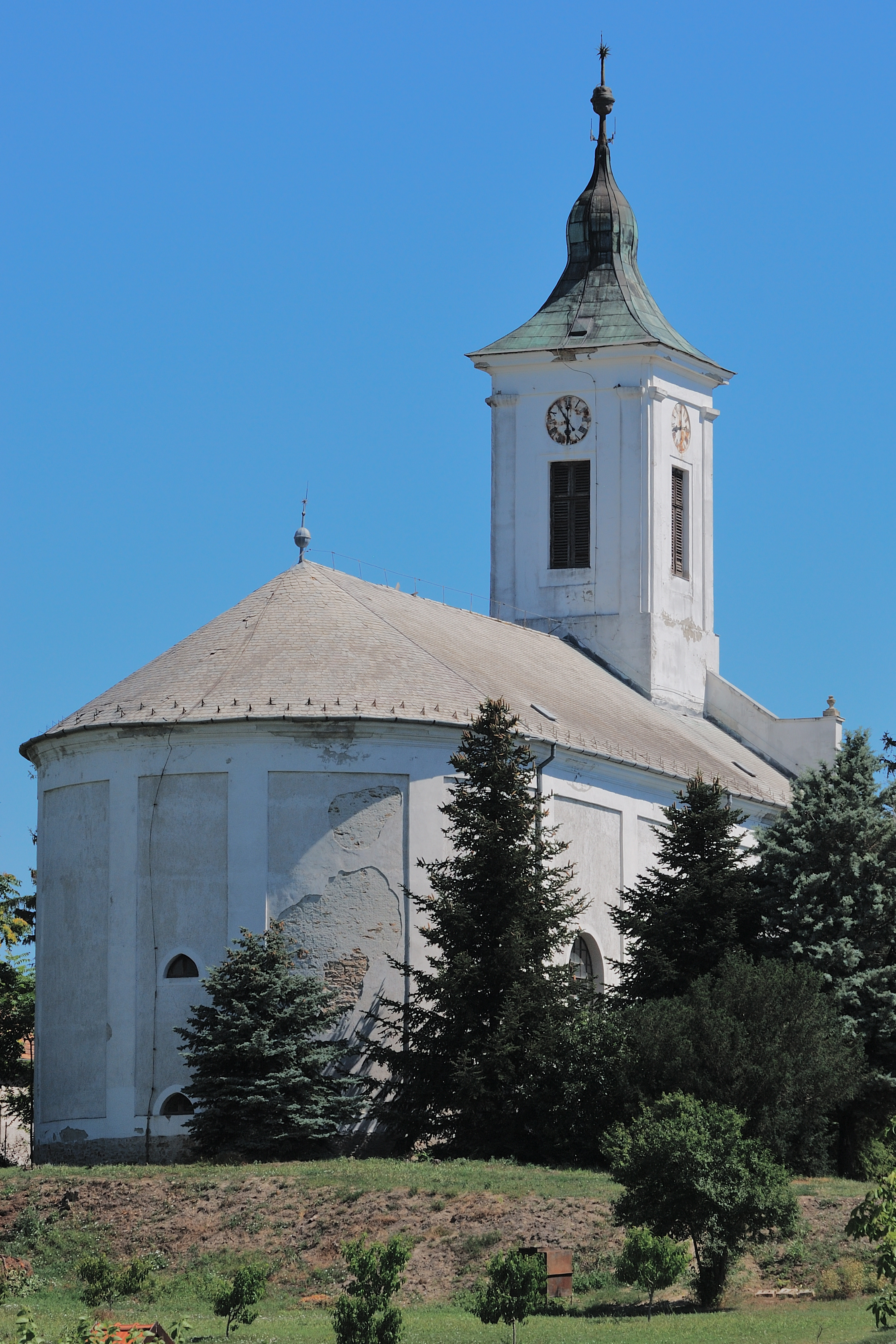
A református templom

- Római katolikus plébánia – Barokk stílusban épült
- Református templom – Épült késő klasszicista stílusban
- Sárréti Tájház

## Rendezvények
- 2015 óta évente megrendezésre kerül a BRSZK (Bacsis Retro Számítógép Kiállítása) 2024-ig 2-2 napra. A kiállítás megálmodója és fő szervezője Orsovai Sándor (Bacsis[18]). A kiállításon megtekinthető és kipróbálható számtalan számítógép, konzol, hardver, mobiltelefon, PDA az 1980-as évektől kezdve egészen a 2010-es évekig. 2020-ban a rendezvény elmaradt a COVID-19 okozta világjárvány miatt, majd 2021-ben ismét megnyitotta kapuit. 2025-ben újabb mérföldkőhöz ért, a már 3 napos rendezvényt, több mint 2 ezren látogatták meg a több, mint 1000 m²-nyi kiállítási területen.[19]

## Külső hivatkozások
- Füle Önkormányzatának lapja